# 20 años de rock nacional
20 Años de Rock Nacional es un álbum que presenta la música costarricense desde sus inicios con los grupos: Nabil Blues(Nabil García, Marcello Galli y Calilodo Pardo), Ciclos D (José Capmany, Francisco Pujol, Marcello Galli y Jorge Molina), Ictus (Nano Fernández, Rafael Carvajal, Sergio Pacheco y Eddy Zúñiga
)y Silla eléctrica (Marcos Elizondo, Luis Antillón, Alfredo Antillón y Esteban Soler).
Producido en el 2002, en este álbum se puede apreciar las influencias del rock nacional y como fue aumentando en su calidad en ambos volúmenes.

## Primera generación
La primera generación de bandas luego de las iniciales fueron:
- Igni Ferroque
- Distorsión
- Shenuk
- Amalgama
- Café con Leche
- U-Manos

## Segunda generación
- Armagedon,
- Modelo Para Armar
- Metro
- (Alquimia) Puntos Suspensivos
- 50 al Norte
- Inconsciente Colectivo
- La Clase

## Canciones vol. 1[1]
1. Sex La Silla Eléctrica,
2. Todo En Su Lugar Distorsión,
3. Las Últimas Y Más Viejas Noticias Shenuk,
4. Corazón de Niña Nabil García,
5. San Lucas Igni Ferroque,
6. Raquel Modelo Para Armar,
7. Oiga Pito Café con Leche,
8. Abrime tu Corazón Modelo Para Armar,
9. Está Bien La Clase,
10. Extraño Apetito Shenuk,
11. Todo es Así U-Manos,
12. La Radio Igni Ferroque,
13. Nunca Vuelvas Atrás Armagedón,

## Canciones vol. 2[2]
1. Cuántas Noches El Parque,
2. Azul Índigo,
3. Mientras Tanto Gandhi,
4. La Pecera La Nueva P,
5. Mundo Loco Modelo Para Armar,
6. Glenda Siempre Me Aplaudió Los Labios Bruno Porter,
7. El Misterioso Michael Ellis Neurotica,
8. Dime Que Puedo Hacer Sin Ti 50 al Norte,
9. Sin Ver Atrás Índigo,
10. Juana Escobar(Juanita) El Parque,
11. Bib-Viri-Bop La Nueva P,
12. El Jardín Gandhi,
13. Profanar Suite Doble,